# オパヴァ東駅 - フルチーン線
オパヴァ東駅 - フルチーン線（チェコ語: Železniční trať Opava východ – Hlučín）は、チェコ国鉄の鉄道線の名称である。路線番号は317。本路線の支線にクラヴァルジェ・ヴェ・スレスク - フヘルナー線が存在する。
1895年、王立プロイセン鉄道によって、クラヴァルジェ・ヴェ・スレスク - フヘルナー間が開業した。1913年に、フルチーン - クラヴァルジェ - オパヴァ東間が開業した。かつてはポーランドのラチブジまで路線があり、当時のドイツの鉄道網と繋がっていたが、現在国境を越える区間は廃止されている。2019年以前は、フヘルナー方面の支線の路線番号が318であった。

## 運行形態
- オパヴァ - フルチーン
普通列車のみ、1時間に1本の運行。

- クラヴァルジェ - フヘルナー
普通列車のみ、1時間に1本の運行。土曜・休日に限り、東行のみ一日1本がオパヴァから直通する。
2023年度以前は、一日1往復がオパヴァへ直通していた。この列車は、2020年以前、オパヴァ - フヘルナー間でクラヴァルジェのみに停車していた。

## 駅一覧
以下では、チェコ国鉄317号線の駅と営業キロ、停車列車、接続路線などを一覧表で示す。
- ■印：全列車停車
- ●印：大部分停車、一部通過

### オパヴァ - フルチーン間
| 路線名 | 駅名                                   | 駅間営業キロ | 累計営業キロ      | 累計営業キロ           | Os | 接続路線                                                                       | 所在地                 | 所在地     |
| ------ | -------------------------------------- | ------------ | ----------------- | ---------------------- | -- | ------------------------------------------------------------------------------ | ---------------------- | ---------- |
| 317    | オパヴァ東駅                           | -            | ラチブジから 29.5 | クラヴァルジェから 8.0 | ■  | 310号線（ヴァルショフ方面）、315号線（フラデツ方面） 316号線（チェシーン方面） | モラヴィア・スレスコ州 | オパヴァ郡 |
| 317    | オパヴァ停留所                         | 2.2          | 27.3              | 5.8                    | ■  |                                                                                | モラヴィア・スレスコ州 | オパヴァ郡 |
| 317    | マレー・ホシチツェ駅                   | 0.9          | 26.4              | 4.9                    | ■  |                                                                                | モラヴィア・スレスコ州 | オパヴァ郡 |
| 317    | ホチェボルジ駅                         | 2.0          | 24.4              | 2.9                    | ■  |                                                                                | モラヴィア・スレスコ州 | オパヴァ郡 |
| 317    | クラヴァルジェ・ヴェ・スレスク駅       | 2.9          | 21.5              | 0.0                    | ■  | フヘルナー方面                                                                 | モラヴィア・スレスコ州 | オパヴァ郡 |
| 317    | クラヴァルジェ・コウティ駅             | 2.4          |                   | 2.4                    | ■  |                                                                                | モラヴィア・スレスコ州 | オパヴァ郡 |
| 317    | ドルニー・ベネショフ・ザーブルジェフ駅 | 3.2          |                   | 5.6                    | ■  |                                                                                | モラヴィア・スレスコ州 | オパヴァ郡 |
| 317    | ドルニー・ベネショフ駅                 | 2.7          |                   | 8.3                    | ■  |                                                                                | モラヴィア・スレスコ州 | オパヴァ郡 |
| 317    | コズミツェ駅                           | 3.1          |                   | 11.4                   | ■  |                                                                                | モラヴィア・スレスコ州 | オパヴァ郡 |
| 317    | フルチーン駅                           | 3.0          |                   | 14.4                   | ■  |                                                                                | モラヴィア・スレスコ州 | オパヴァ郡 |

### フヘルナー - クラヴァルジェ間
| 路線名 | 駅名                             | 駅間営業キロ | 累計営業キロ      | 累計営業キロ       | Os | 接続路線                     | 所在地                 | 所在地     |
| ------ | -------------------------------- | ------------ | ----------------- | ------------------ | -- | ---------------------------- | ---------------------- | ---------- |
| 317    | フヘルナー駅                     | -            | ラチブジから 11.5 | フヘルナーから 0.0 | ■  |                              | モラヴィア・スレスコ州 | オパヴァ郡 |
| 317    | ボラチツェ駅                     | 4.2          | 15.7              | 4.2                | ■  |                              | モラヴィア・スレスコ州 | オパヴァ郡 |
| 317    | シチェパーンコヴィツェ駅         | 3.1          | 18.8              | 7.3                | ■  |                              | モラヴィア・スレスコ州 | オパヴァ郡 |
| 317    | クラヴァルジェ・ヴェ・スレスク駅 | 2.7          | 21.5              | 10.0               | ■  | オパヴァ方面、フルチーン方面 | モラヴィア・スレスコ州 | オパヴァ郡 |